# Casa-museo di Galileo Chini
La casa-museo di Galileo Chini venne fatta costruire dal pittore su un terreno che aveva acquistato nel 1907 su suggerimento di Plinio Nomellini, una pineta alla Fossa dell'Abate, oggi Lido di Camaiore. Ma fu nel 1914, dopo il ritorno dal Siam (dove trascorse un lungo periodo per affrescare il Salone del Trono di Bangkok su incarico del re) che decise di edificare su quel terreno quella che chiamò la "Casa delle Vacanze", una villa in puro stile Liberty e decorata da lui stesso.

## Storia

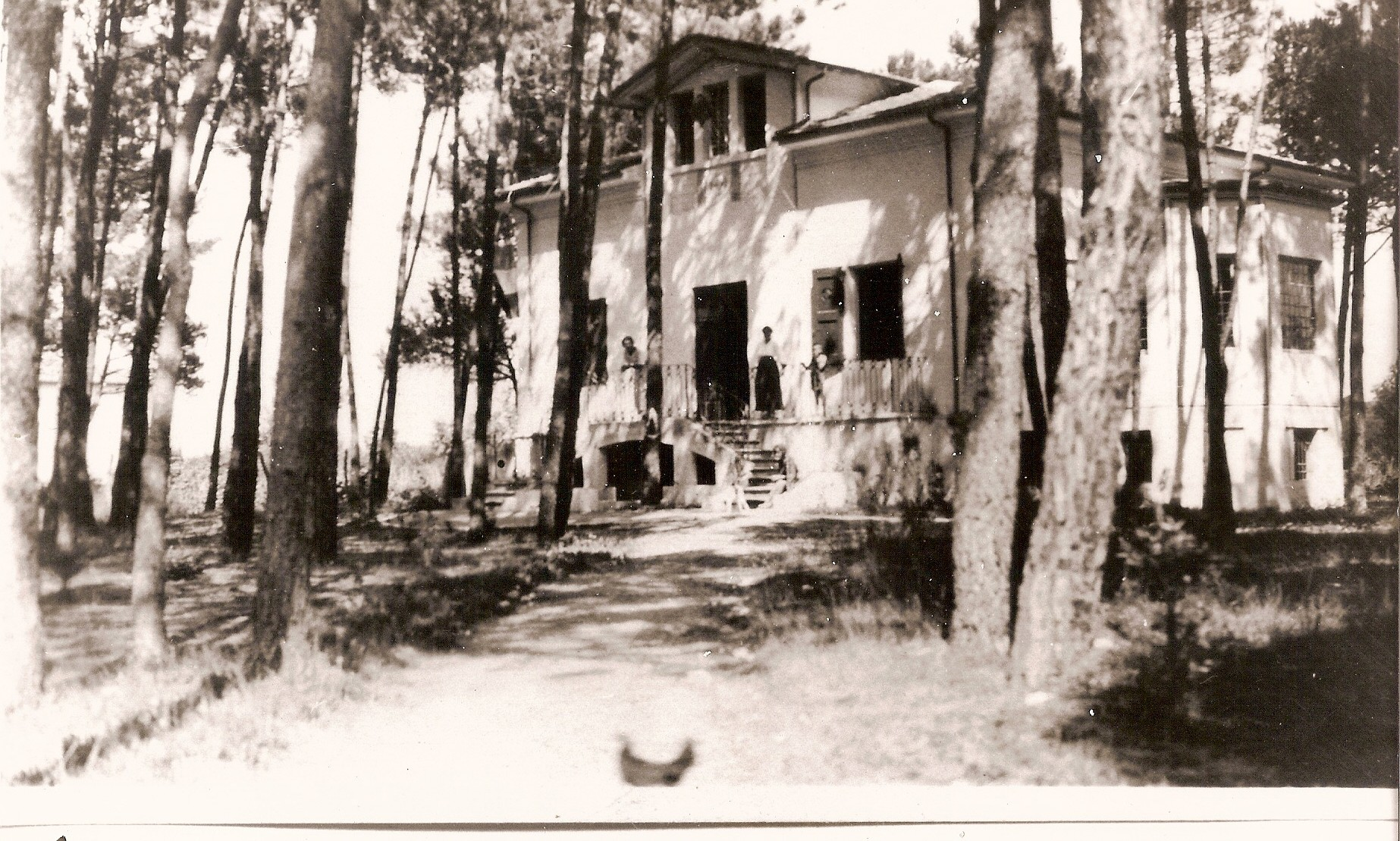
La Casa delle Vacanze nel 1914

Nella dolce asperità del paesaggio della Versilia si mescola una memoria malinconica dell'Oriente, per creare un'affascinante materializzazione di quel sogno tutto europeo della casa studio, creata a fedele immagine di personali fantasie e di particolari bisogni, dove vivere e lavorare in un distillato equilibrio.
Immortalata innumerevoli volte nei suoi quadri, la Casa divenne il suo rifugio ed il luogo dove trascorrere lunghi periodi di lavoro, partecipando inoltre alla crescita di un territorio a cui si affezionò particolarmente.

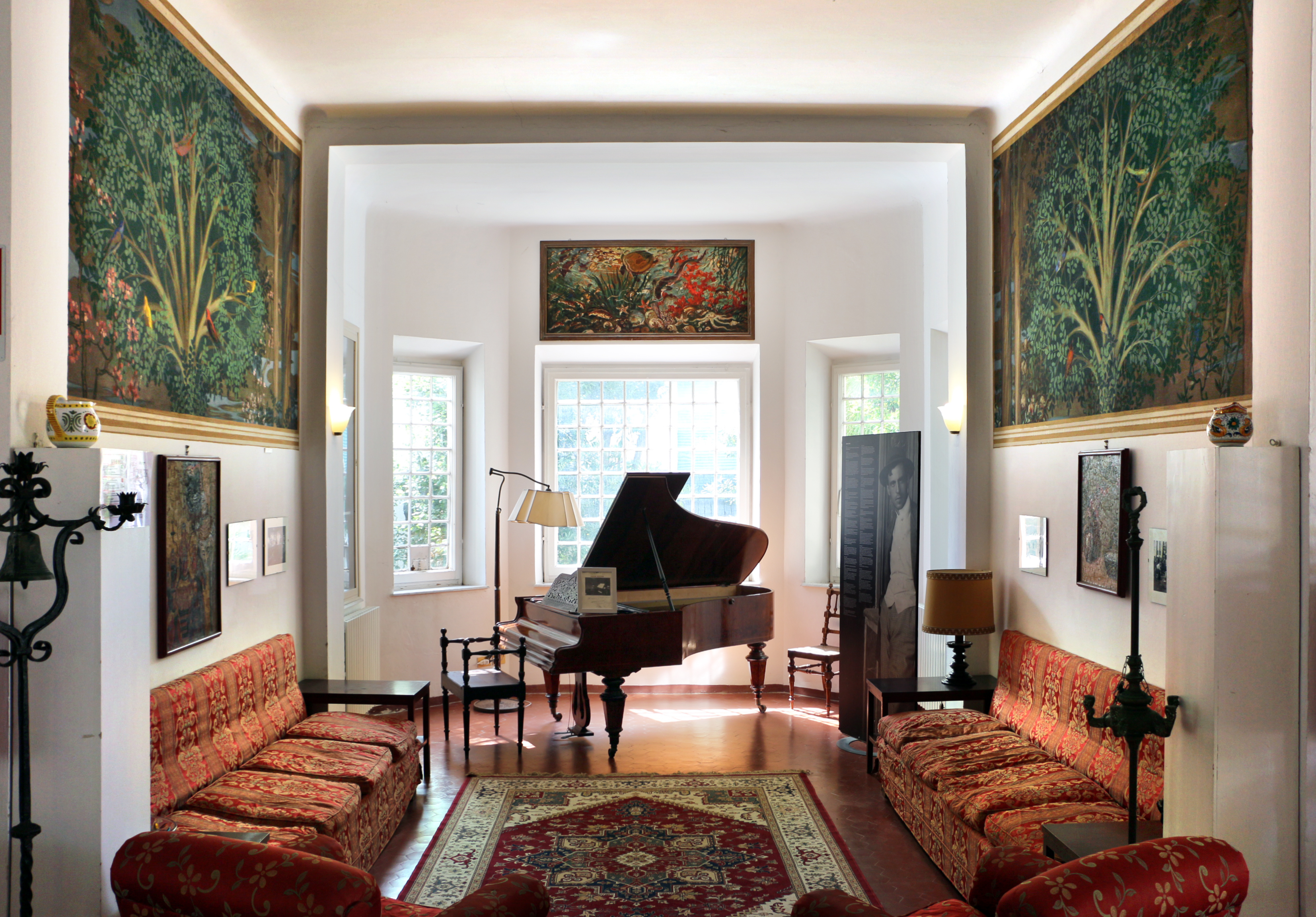
Interno

Giacomo Puccini, Eleonora Duse, Plinio Nomellini, Isadora Duncan erano tra gli amici che frequentavano la "Casa delle Vacanze".
Le scenografie per la Turandot nacquero durante gli incontri con il Maestro. Le preziose ceramiche che decorano le facciate dei numerosi villini di Viareggio eseguite dalla Manifattura Chini, fondata nel 1906 insieme al cugino Chino a Borgo San Lorenzo, sono una testimonianza del suo lavoro attraverso le numerose committenze avute.
Dopo la morte lo studio che aveva a Firenze fu venduto e molti dei quadri, insieme alla raccolta delle ceramiche e degli oggetti della sua straordinaria collezione, furono trasferiti in un padiglione della "Casa delle Vacanze".
Oggi la Casa delle Vacanze è stata trasformata in un Hotel Residenza d'Epoca dove sono conservate ancora numerose opere di Galileo Chini come affreschi, quadri, ceramiche e oggetti di arredamento che sono visitabili liberamente durante tutto il periodo di apertura dell'hotel (da aprile a ottobre).